# Lentulai Krisztián
Lentulai Krisztián (Tatabánya, 1974. december 21. –) szerkesztő-műsorvezető, publicista, a Mandiner videórovatának vezetője.

## Általános információk
Tanítói és államigazgatási diplomával rendelkezik. Még közigazgatási pályafutása idején, 1997-ben kezdett rádiózni Tatabányán az akkori Radír Rádióban műsorvezetőként, zenei szerkesztőként. Később a 2007-ben induló budapesti Lánchíd Rádió munkatársa lett, innentől tekinti magát közéleti, politikai újságírónak, médiaszemélyiségnek. Karrierje eddigi legnagyobb ismertségét a HírTV Paláver című élő, interaktív műsora hozta, karakteréhez legközelebb pedig Bezzeg című egykori Hír FM-es portréműsora állt. Jelenleg leginkább a Mandiner youtube-csatornáján megjelenő Hotel Lentulai házigazdájaként ismerhetik a nézők. Gyakori szereplője más közéleti tv-műsoroknak és podcasteknek is, ahol határozottan a kormánypárti narratívát képviseli. Több fideszes propagandista kör tagja.

## Szakmai útja
- zenei szerkesztő | Radír rádió (1997-2003)
- zenei szerkesztő, szerkesztő-műsorvezető | Lánchíd Rádió (2007-2016)
- főszerkesztő-helyettes | Karc FM (2016-2023)
- szerkesztő-műsorvezető | Hír TV (2019-2025)
- zenei szerkesztő | Pesti TV (2020-2022)
- publicista | Mozgástér blog (2023 óta)
- főmunkatárs Mediaworks Hungary Zrt. (2023-2025)
- videórovat-vezető Mandiner (2025 óta)

## Műsorai
- Amerika Hangjai Jeszenszky Zsolttal (2007-2023)
- Hittel és gitárral (2007-2016)
- T-Dosszié (2010-2016)
- Szabad gondolat (2013-2016)
- Talentográf (2016-2021)
- Igéző (2016-2021)
- Pipa (2017-2020)
- Paláver (2017-2025)
- Publi Café (2019-2020)
- Troll (2021-2022)
- Bezzeg (2021-2025)
- Közéleti Detox (2023-2024)
- Terminál (2024-2025)
- Hotel Lentulai (2025 óta)

## Egyéb munkái
Társszerzője Dandó Zoltánnal a Befogadlak című dalnak, mely a nevelőszülői programban résztvevő gyerekek és családok himnuszává vált. 

## Szakmai elismerések
- Rádiós Korrektúra díj, Cseh Tamás-emlékműsor, 2. helyezés (2013)
- Média a Tehetségekért díj (Új Európa Alapítvány), rádiós kategória, 3. helyezés (2014)
- A Magyar Innovációs Szövetség médiadíjasa (2014)
- Rádiós Korrektúra díj, John Lennon-emlékműsor, 1. helyezés (2015)

## Magánélete
Elvált, egy fiúgyermeke van.[forrás?]